# アレックス・ガルシア (スピナー)
アレックス・ガルシア（Alex Garcia）は、ハワイに本拠地を置くプロスピナー集団 THP（チームハイパフォーマンス）所属のプロスピナー（ヨーヨー競技者）。

## 略歴
1998年米国で開催されたNational Yo-Yo Contestの2A部門チャンピオン。日本ではハイパーヨーヨーブーム時に、「中村名人」としてハイパーヨーヨーのプロモーションを行っていた中村謙一のライバルとして親しまれ、中村と共にハイパーヨーヨー関連のメディア出演などを行いブームの牽引者となった。

## エピソード
短いストリングのヨーヨーを左右の手それぞれで使用した、スピード感のあるダブルハンドトリックを得意とする。その素早い演技の様から「Warp Speed」の異名を持ち、それが自身のテーマ曲のタイトルにもなっている。
ハイパーヨーヨー関連の映像メディアでは「ステルスレイダー」を使用していた。
『月刊コロコロコミック』に連載していた『超速スピナー』では、アメリカ代表チーム「THP」のリーダー役として登場している。

## 出演作品・関連楽曲
- 楽曲

「WARP SPEED」（アレックス・ガルシアのテーマ）1997年7月21日発売　
- 出演

「ハイパーヨーヨーオフィシャルビデオ フリースタイル・シングルハンド・マスター」1998年6月21日発売
「ハイパーヨーヨーオフィシャルビデオ フリースタイル・ダブルハンド・マスター」 1998年8月5日発売
「懇切丁寧！ ハイパーヨーヨーテクニックビデオ」
「ハイパーヨーヨー プロスピナーズプログラム」

## 関連人物
- 中村謙一